# 加藤大平
加藤 大平（かとう たいへい、1984年7月30日 - ）は、日本のスキー選手。種目はノルディック複合。サッポロノルディックスキークラブ所属。

## 人物
北海道上川郡和寒町出身。和寒町立和寒中学校を経て北海道下川商業高等学校卒業。
2003年1月よりノルディック複合ワールドカップBに出場。2005/06シーズンの3月11日ラハティ大会スプリントで2位に入り初めて表彰台を獲得。2006/07シーズンもワールドカップBを転戦した後、札幌での世界選手権に初出場。その後ノルディック複合・ワールドカップに初出場した。
2008/09シーズンは開幕時よりワールドカップメンバー入りし、11月29日クーサモ大会で11位。2月1日のショーヌーヴ大会で初めて一桁順位の8位を記録した。同月、チェコ・リベレツで行われたノルディックスキー世界選手権複合団体で、湊祐介、渡部暁斗、小林範仁と共に金メダルを獲得した。同年4月30日に和寒町栄誉賞を受賞し、受賞者第1号となった。
2009/10シーズン、バンクーバーオリンピック日本代表に選出され、オリンピックに初出場。
2011/12シーズン、3月10日のW杯最終戦オスロ大会では前半飛躍でトップに立つと、後半の距離も粘りを見せて自身初の表彰台となる3位入賞を果たした。
2012/13シーズンは2月2日のW杯ソチ大会より個人戦3戦連続で一桁順位に入る。同月、イタリア、ヴァル・ディ・フィエンメで行われた世界選手権の個人10kmノーマルヒルでは日本人最高位の6位入賞。3月8日のW杯ラハティ大会で3位に入り自身2度目の表彰台を獲得した。
2013/14シーズン、2014年ソチオリンピック日本代表に選出され、個人ノーマルヒルで31位。個人ラージヒルでは前半飛躍で126mのジャンプをした着地後に転倒して負傷し、棄権した。

## 主な成績

### オリンピック
- 2010年バンクーバーオリンピック（ カナダ）
  - 個人（グンダーセン・ノーマルヒル）24位、団体6位（高橋大斗・渡部暁斗・小林範仁）、個人（グンダーセン、ラージヒル）30位
- 2014年ソチオリンピック（ ロシア）
  - 個人（グンダーセン、ノーマルヒル）31位、個人（グンダーセン、ラージヒル）棄権

### 世界選手権
- 2007年札幌（ 日本）
  - 個人スプリント、団体8位、個人（グンダーセン、ノーマルヒル）23位
- 2009年リベレツ（ チェコ）
  - 個人マススタート27位、団体優勝、個人（グンダーセン、ラージヒル）23位
- 2011年オスロ（ ノルウェー）　
  - 個人ラージヒル25位、団体ラージヒル5位
- 2013年ヴァル・ディ・フィエンメ（ イタリア）
  - 個人ノーマルヒル6位、団体ノーマルヒル4位、個人ラージヒル13位、団体スプリント4位

### ワールドカップ
- 最高成績3位（2012年3月10日ノルウェー・オスロ大会、2013年3月8日フィンランド・ラハティ大会）

通算表彰台獲得数　2回(3位 2回)
- 総合最高成績14位（2012-13シーズン）

| ワールドカップ個人表彰台 | ワールドカップ個人表彰台 | ワールドカップ個人表彰台 | ワールドカップ個人表彰台 | ワールドカップ個人表彰台 |
| シーズン                 | 開催日                   | 開催地                   | 種目                     | 成績                     |
| ------------------------ | ------------------------ | ------------------------ | ------------------------ | ------------------------ |
| 2011/12                  | 2012年3月10日            | オスロ                   | HS134/10.0km             | 3位                      |
| 2012/13                  | 2013年3月8日             | ラハティ                 | HS130/10.0km             | 3位                      |

### 日本国内
- 2006年第84回全日本スキー選手権大会ノルディックスキー・コンバインド　優勝